# دانشکده علوم اقتصادی بغداد
دانشکده علوم اقتصادی بغداد (به عربی: کلیة بغداد للعلوم الاقتصادیة الجامعة) یک دانشگاه در عراق است که در بغداد واقع شده‌است.